# Murray Jarvik
Murray Elias Jarvik (* 1. Juni 1923 in New York City; † 8. Mai 2008 in Santa Monica, Kalifornien) war ein US-amerikanischer Psychopharmakologe. Er entwickelte zusammen mit Jed Rose das Nikotinpflaster.

## Biografie
Jarvik wurde 1923 in New York geboren. Seine wissenschaftliche Karriere umfasst mehr als 50 Jahre. Er unterrichtete und forschte hauptsächlich an der University of California, Los Angeles (UCLA). Er war außerdem am West Los Angeles Veterans Administration Medical Center als Chefarzt beschäftigt und gehörte u. a. der American Academy of Neurology, der American Association for the Advancement of Science und der American Psychological Association an.
In den 1960er Jahren ist er einer der ersten, der die Auswirkungen von LSD auf den menschlichen Körper und seine Psyche untersuchte. Danach widmete er sich dem Gedächtnis. 1970 widmete er sich der Nikotinabhängigkeit und untersuchte die Ursachen dieser Sucht. 1990 untersuchte er zusammen mit Jed Rose, einem Doktorkollegen an der UCLA, einen Fall von „green tobacco illness“, der unter den südlichen Farmarbeitern verbreitet war und sich in Benommenheit, Übelkeit und Verworrenheitszuständen ausdrückte. Während der Untersuchungen zu dieser rätselhaften Epidemie unter den Farmern, stieß Jarvik auf die Erkenntnis, dass Tabak von der Haut absorbiert werden kann. Diese Entdeckung führte zu der Entwicklung des Nikotinpflasters, das zur Raucherentwöhnung benutzt werden kann. Da die beiden Wissenschaftler keine Probanden auftreiben konnten, testeten sie den Wirkstoff im Selbstversuch. 1992 wurde das Pflaster in den USA freigegeben und ist dort mittlerweile rezeptfrei erhältlich.
Seine Werke zur Psychopharmakologie zählen zu den meistgelesenen unter amerikanischen Medizinstudenten. Am 8. Mai 2008 verstarb der Wissenschaftler nach längeren Herzbeschwerden. Er hinterließ seine Frau Lissy Jarvik, zwei Söhne und drei Enkelkinder.